# Marina Abramovićová
Marina Abramovićová (* 30. listopadu 1946 Bělehrad) je srbská umělkyně známá pro své působení na poli performance art a body art. Působí od 70. let 20. století a zájem vzbudila také díky spolupráci s německým umělcem Ulayem. Často zapojuje do své práce diváky, zkoumá složitý vztah mezi umělcem a publikem.

## Dětství a dospívání
Narodila se v roce 1946 v někdejší Jugoslávii. Oba její rodiče (Vojo a Danica Abramovićovi) byli partyzáni během druhé světové války a podporovali vládu tehdejšího prezidenta Tita. Vojo Abramović později získal ocenění národního hrdiny a zůstal v armádě až do konce svého života. Danica Abramovićová, původně studentka medicíny, po zkušenosti s válkou změnila své zaměření, vystudovala historii umění a stala se ředitelkou muzea. Marina Abramovićová do svých šesti let vyrůstala u babičky, která byla důležitou postavou jejího života.
Marina Abramovićová studovala na Akademii výtvarného umění v Bělehradě a poté v Záhřebu. Experimentovala s instalacemi (především zvukovými), ale záhy si uvědomila, že je pro ni proces tvorby umění důležitější než samotný výsledek a tak se performance jevila jako přirozená cesta. Poměrně uvolněné poměry v tehdejší Jugoslávii a postavení jejích rodičů jí umožnily cestovat do západních zemí.
V letech 1973–1975 vyučovala na Akademii výtvarných umění v Novém Sadu a zároveň zahájila svá první sólová představení.  Svoji první zahraniční performanci (Warm Cold) uskutečnila roku 1975 v Edinburghu. V roce 1976 odjela do Amsterdamu, aby zde vystoupila a poté se tam rozhodla přestěhovat natrvalo.  

## Významná díla

### Rhythm 0(1974)
Jedna z jejích nejkontroverznějších performancí byla uspořádaná v Neapoli. Abramovićová stála nehybně v místnosti, na stole před ní leželo 72 různých předmětů, některé neškodné (kniha, olej, peří, růže) a některé potenciálně nebezpečné (hřebíky, nůžky, jehly, zbraň). Publikum mělo možnost kterýkoli z předmětů vůči Abramovićové libovolně použít. Odvaha diváků se postupně stupňovala a během šesti hodin, kdy performance trvala, ji postupně zbavili oblečení, pořezali na několika místech, dokonce jí vložili nabitou zbraň do ruky a přiložili ji k jejímu tělu.

### Lips of Thomas (1975)
Během této dvouhodinové performance snědla nahá Abramovićová kilogram medu, vypila litr červeného vína, žiletkou si vyřezala pěticípou hvězdu na své břicho a zbičovala si záda. Ve chvíli kdy ji bičování zcela vyčerpalo, položila se na kříž z ledu, kde ležela a krvácela až do konce představení (které ukončili sami diváci, obávající se o život umělkyně). Bolest hrála v prvotních performancích Abramovićové důležitou roli, kterou si někteří vysvětlují jako masochismus či jako pouhou touhu šokovat diváky. V těchto svých performancích (např. Rhythm 0) se často vystavovala i potenciálně smrtícím situacím. „Vždy jsem si myslela, že umění je otázkou mezi životem a smrtí a některé z mých performancí opravdu zahrnovaly možnost, že zemřu.“ Lips of Thomas se poprvé uskutečnilo v Innsbrucku a později (v roce 2005) znovu v Guggenheimově muzeu v New Yorku.

### Spolupráce s Ulayem (1976-1988)

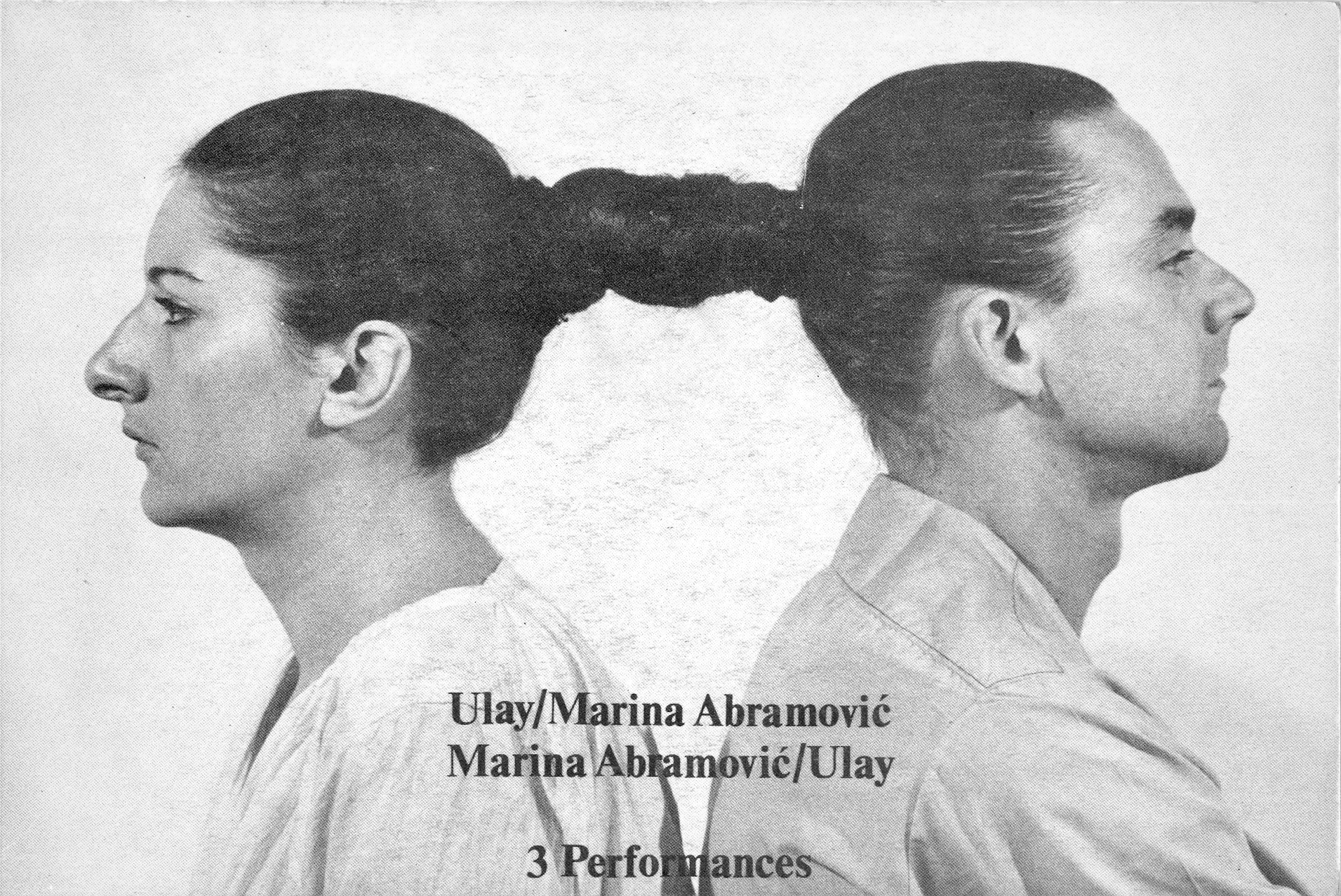
Marina Abramovićová a Ulay, performance, 1978

Abramovićová poznala Ulaye v Amsterdamu v roce 1976. Stali se partnery a spolupracovali spolu dvanáct let, pět let spolu žili v dodávce a cestovali po Evropě. Jejich díla se vyznačují zkoumáním vztahu (a hranic) mezi mužem a ženou, ať už po stránce psychické, tak fyzické. Mezi jejich nejznámější spolupráci patří Breathing In/Breathing Out (1977), při které si oba přimknuti k sobě vyměňovali vzduch z úst do úst po dobu devatenácti minut téměř až po udušení, nebo Rest Energy (1980), kde Abramovićová držela natažený luk a Ulay šíp mířící na její srdce. V roce 1988 se sešli pro poslední společné dílo (The Lovers), při kterém uskutečnili své rozloučení. Oba po tři měsíce kráčeli z opačné strany Velké čínské zdi, aby se v půlce sešli a řekli si své finální sbohem.
Od roku 1990 působila jako hostující profesorka v Paříži, Berlíně, Hamburku a Braunschweigu.  Zapojila se i do filmové tvorby jako režisérka, scenáristka a producentka  filmů Destricted (2006), At the Waterfall (2003) a The Hunt (1998).

### The Artist is Present (2010)

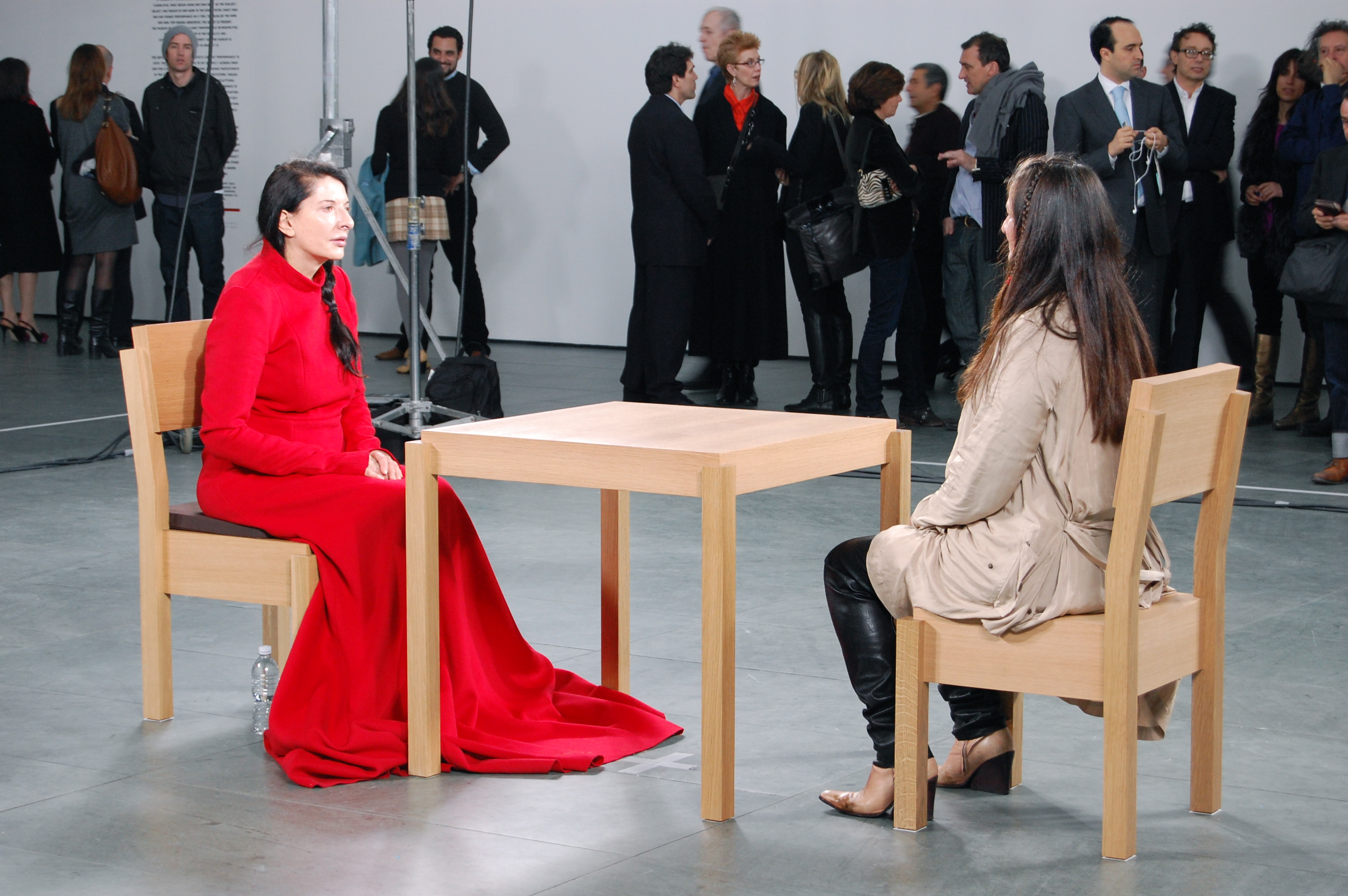
Abramovićová během performance The Artist is Present v Muzeu moderního umění v New Yorku

Tato performance probíhala v Muzeu moderního umění v New Yorku při vzniku stejnojmenné retrospektivní výstavy, kterou navštívilo kolem 750 000 lidí. Abramovićová seděla na židli po celou dobu otevření exhibice (osm hodin od pondělí do čtvrtka, deset hodin v pátek po dobu tří měsíců), naproti ní byla další židle, kam si postupně chodili sedat návštěvníci výstavy. Zprvu byl mezi umělcem a divákem ještě stůl, který byl později odstraněn. Abramovićová seděla nehnutě, na člověka před sebou nikdy nepromluvila, ale dívala se mu do očí, dokud neodešel, přičemž tam mohl sedět libovolně dlouho. V průběhu performance se na židli vystřídalo asi 1000 lidí. 
O The Artist is Present se brzy začalo mluvit a tak před muzeem stály až několikahodinové fronty. V první den výstavy ji přišel navštívil její bývalý partner Ulay a to byla jediná chvíle, kdy Abramovićová porušila pravidla a natáhla se přes stůl, aby jej chytila za ruku. V obecenstvu nastal zvláštní fenomén – mnoho lidí se na židli před Abramovićovou rozplakalo. „Když vstoupíte do čtverce světla a posadíte se na tu židli, jste tam sami za sebe a jako jednotlivec jste docela osamocení. Jste ve velmi zajímavé situaci, protože jste pozorováni skupinou (lidí co čekají), jste pozorováni mnou a pozorujete mě – takže takové trojí sledování. Ale poté, velmi brzy během dívání se na mě, se věci otočí a začnete se dívat do sebe. Takže jsem pouhá spoušť, jsem jen zrcadlo a oni si vlastně začnou být vědomi svého života, své zranitelnosti, své bolesti, všeho – a to vyvolá pláč. Oni opravdu brečí kvůli sobě a to je extrémně emocionální chvíle.“
O přípravách na tuto performanci vznikl dokument Marina Abramović: The Artist Is Present. 

## Současnost
Koncem roku 2015 proběhl soudní spor mezi Ulayem a Abramovičovou o zaplacení výnosu z prodeje společných děl.  V roce 2016 vydala autobiografickou knihu Walk Through Walls: A Memoir. V roce 2020 vytvořila hlavní postavu v dokumentárním filmu  Návrat domů–Marina Abramović a její děti, v němž je zachycen její návrat do rodného Bělehradu přes města, v nichž je prezentována její putovní výstava The Cleaner.  V roce 2021 slavnostně otevřela interaktivní instalaci Křišťálová stěna pláče, která bude součástí  památníku holokaustu na Ukrajině na místě masakru v Babím Jaru.
Od roku 2005 žije v USA.  V roce 2008 koupila budovu divadla ve městě Hudson ve státě New York, kde sídlí i její Institut (Marina Abramović Institute). Na podzim 2023 Královská akademie v Londýně uspořádala Abramovičové samostatnou retrospektivní výstavu jako vůbec první ženě v historii této instituce.